# Медаль Оскара Клейна
Медаль Оскара Клейна (англ. Oskar Klein Memorial Lecture and Medal) — нагорода в області теоретичної фізики. Медаль і лекція названі в честь видатного шведського фізика-теоретика Оскара Клейна.
Медаль присуджується з 1988 року. Передує нагородженню, спеціальна Меморіальна лекція Оскара Клейна, яку проголошує лауреат, проходить вона в Стокгольмському університеті. Лекція фінансується Стокгольмським університетом та Нобелівським комітетом Королівської академії наук Швеції.
Першим лауреатом нагороди був нобелівський лауреат, американський фізик, китайського походження Янг Чженьнін.